# Dustin Illetschko
Dustin Illetschko (Vienna, 15 dicembre 1991) è un giocatore di football americano austriaco, che gioca come middle linebacker per i Vienna Vikings.
Ha iniziato la carriera ai Vienna Vikings (prima in giovanile, poi in prima squadra), per poi passare agli Helsinki Roosters. Ha quindi trascorso 2 stagioni ai Frankfurt Universe, tornando in seguito ai Vikings. Nel 2019 è tornato in Germania ai Potsdam Royals; nel 2020 avrebbe dovuto giocare nuovamente agli Universe, ma la stagione è stata annullata a causa della pandemia di COVID-19. Si trasferisce quindi per la stagione 2021 ai Badalona Dracs e nel 2022 torna nuovamente ai Vikings.

## Palmarès
- 1 Eurobowl (Vienna Vikings: 2013)
- 1 EFL Bowl (Frankfurt Universe: 2016)
- 3 Austrian Bowl (Vienna Vikings: 2012, 2013, 2014)
- 1 Vaahteramalja (Helsinki Roosters: 2015)